# Mehrdad Pooladi
Mehrdad Pooladi (Karaj, 26 februari 1987) is een Iraans voormalig voetballer die doorgaans speelde als linksback. Tussen 2006 en 2021 was hij actief voor Paykan, Esteghlal, Tractor Sazi, Mes Kerman, Persepolis, Al-Shahaniya, Bangkok United, Al Kharaitiyat en Muaither. Pooladi maakte in 2011 zijn debuut in het Iraans voetbalelftal en kwam uiteindelijk tot negenentwintig interlandoptredens.

## Clubcarrière
Pooladi verliet Paykan, waar hij in de jeugd gespeeld had, in 2007 voor Esteghlal. Aldaar speelde hij in twee jaar tijd zevenendertig competitiewedstrijden en hij won het landskampioenschap in 2009. Via Tractor Sazi kwam de verdediger bij Mes Kerman terecht. Bij die club speelde hij veelal als middenvelder, maar na een ruzie met zijn coach vertrok hij in januari 2012 naar Persepolis, waar hij later zijn contract verlengde tot de zomer van 2014. Na het aflopen van zijn contract tekende Pooladi bij het Qatarese Al-Shahaniya, waar hij op 17 oktober zijn debuut maakte in de competitie tegen Umm-Salal (0–3 nederlaag). In het seizoen 2014/15 speelde Pooladi voor zijn club twintig competitieduels; daarin maakte hij twee doelpunten, beide in de wedstrijd tegen Umm-Salal op 6 maart 2015 (3–4 winst). In 2017 verkaste hij naar Bangkok United. Na een halfjaar vertrok Pooladi hier. Via Al Kharaitiyat kwam hij medio 2020 terecht bij Muaither. In de zomer van 2021 besloot Pooladi op vierendertigjarige leeftijd een punt te zetten achter zijn actieve loopbaan.

## Interlandcarrière
Pooladi maakte zijn debuut in het Iraans voetbalelftal op 17 juli 2011. Op die dag werd een vriendschappelijke wedstrijd tegen Madagaskar met 1–0 gewonnen. De verdediger mocht van bondscoach Carlos Queiroz in de tweede helft invallen. Op 14 mei 2014 werd bekendgemaakt dat Pooladi onderdeel uitmaakte van de Iraanse voorselectie voor het WK 2014 in Brazilië. Op dat toernooi stond hij driemaal in de basis in de groepsfase. Pooladi nam in januari 2015 met Iran deel aan het Aziatisch kampioenschap voetbal in Australië en startte in alle vier wedstrijden van Iran in het basiselftal, waaronder de na strafschoppen van Irak verloren kwartfinale (3–3, 6–7) op 23 januari 2015.

## Erelijst
| Persian Gulf Pro League | 1 | 2008/09 |